# بلوج هير
بلوج هير هي شركة مجتمعية وإعلامية تم تأسيسها من صفحة اليسا كاماهورت وجورى ديس جاردين و ليزا ستون في عام 2005. تضم شركة بلوج هيرمؤتمرات وشبكة تدوين اعلانات. في عام 2007، توسعت لتشمل بعقد بلوج هيرز، وهي شبكة تدوين سياسية من قبل النساء ولأجلهن. ونقل دان جيلمورعن دليل المجتمع المحلي «نحن نتبنى روح الخلاف المدني» كمثل مثالي.